# Marek Goczał
Pas d'image ? Cliquez ici
Marek Goczał, né le 2 octobre 1975, est un pilote polonais de rallye-raid.

## Biographie
Marek Sławomir Goczał participe entre 1997 et 1998 à quelques courses nationales avec Baran Maciej (au volant d'une Škoda Felicia), puis se lance tardivement dans le rallye automobile. Il est propriétaire d'une discothèque.
Son fils Eryk et son frère Michał sont également pilotes automobile.

## Palmarès

### Résultats au Rallye Dakar
| Année | Catégorie  | Marque | Position | Victoires d'étapes | Copilote         |
| ----- | ---------- | ------ | -------- | ------------------ | ---------------- |
| 2021  | SSV        | Can-Am | 8e       | -                  | Rafal Marton     |
| 2022  | SSV        | Can-Am | 4e       | 6                  | Łukasz Łaskawiec |
| 2023  | SSV        | Can-Am | 3e       | 2                  | Maciej Marton    |
| 2024  | Challenger | Taurus | Abd.     | 1                  | Maciej Marton    |